# Michela Castoldi
Michela Castoldi (Legnano, 28 novembre 1995) è una ginnasta italiana, membro della Nazionale Italiana di ginnastica aerobica dal 2007. 
Ha partecipato a varie edizione dei Campionati europei, dei campionati mondiali e alla prima edizione dei Giochi Europei. 
Gareggia in coppia con Davide Donati.